# Tempio di Giunone Lucina

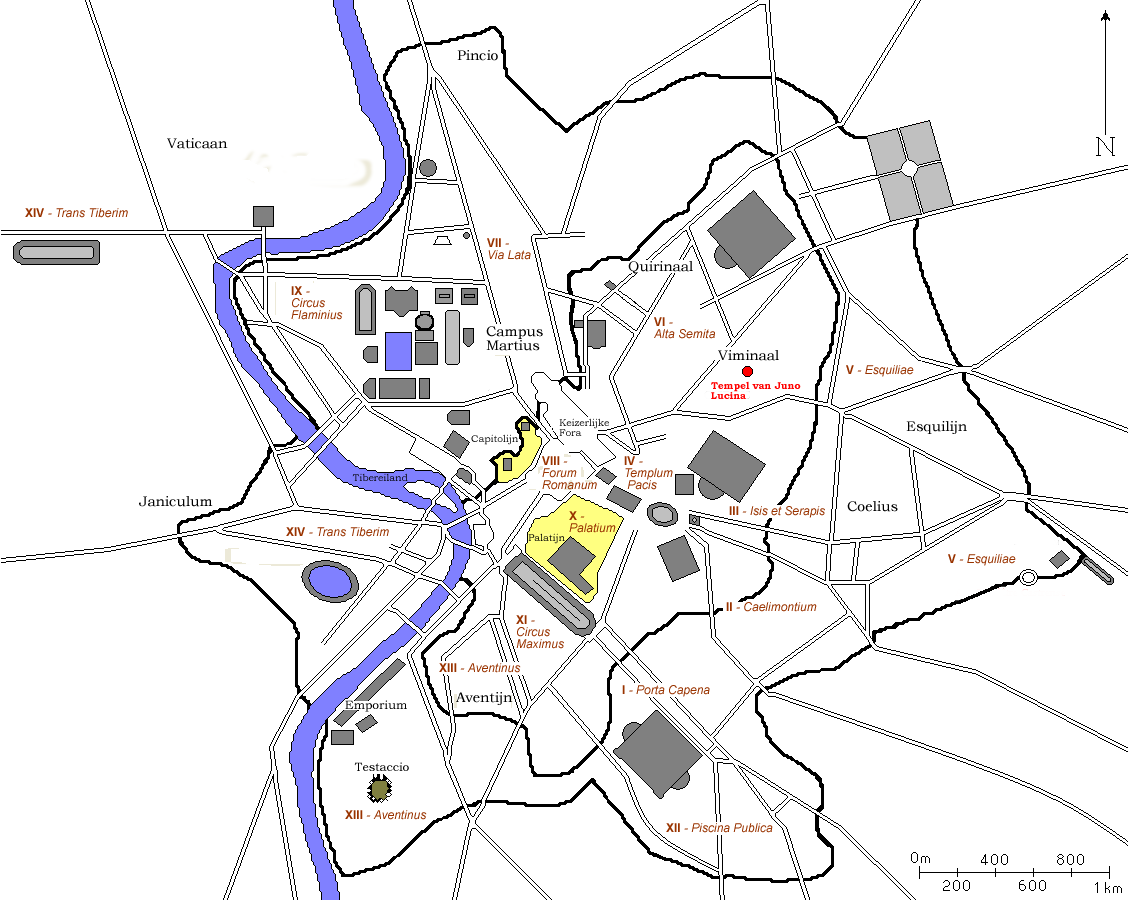
Localizzazione del tempio di Giunone Lucina in una mappa della Roma antica (ca. 300 d.C.).

Il tempio di Giunone Lucina  (in latino Aedes Iunonis Lucinae) era un tempio dell'antica Roma, dedicato sul colle Esquilino a Giunone Lucina, protettrice delle partorienti.
In questo tempio si celebravano le feste dei Matronalia il 1º marzo, giorno di dedicazione del tempio sull'Esquilino.

## Storia
Prima dell'edificazione del tempio, sull'Esquilino il culto di Giunone Lucina era già attivo in un bosco sacro (lucus, da cui potrebbe derivare l'epiteto della dea Lucina); Varrone assegna l'introduzione del culto a Tito Tazio, re dei Sabini.
Il tempio di Giunone Lucina fu dedicato il 1º marzo del 375 a.C..
Gli annalisti romani riportano un'informazione anacronistica quando affermano che il re Servio Tullio aveva promulgato una legge che obbligava il versamento al tempio di una moneta da parte dei genitori in occasione della nascita di ogni neonato al fine di avere una statistica delle nascite.
Nel 190 a.C. il tempio fu colpito da un fulmine, che ne danneggiò timpano e porte.
Nel 41 a.C., il questore Quinto Pedio costruì o ristrutturò un muro che probabilmente recintava sia il tempio sia il bosco sacro.
Alcune iscrizioni ne testimoniano l'esistenza anche in età imperiale.

## Ubicazione
Del tempio non vi è alcun riscontro archeologico. Dalle fonti si sa che sorgeva sul versante settentrionale dell'Esquilino, all'interno del bosco sacro in cui la dea era già venerata.
Plinio il Vecchio riporta che nell'area del tempio si ergeva un antico bosco di loti che si riteneva fosse preesistente rispetto al tempio stesso.
Varrone afferma che il tempio sorgeva sul monte Cispio, nei pressi del sesto sacrario degli Argei.
Probabilmente doveva collocarsi poco a ovest della Basilica di Santa Prassede e appena a nordovest della Torre Cantarelli, nei cui dintorni sono state rinvenute iscrizioni relative al culto.
Probabilmente, l'area sacra si estendeva verso il pendio meridionale del colle.